# Іван XXIII
Святий Іван XXIII (лат. Ioannes PP. XXIII; 25 листопада 1881, Сотто-іль-Монте-Джованні-ХХІІІ — 3 червня 1963, Апостольський палац, Ватикан) — 261-й папа Римський. Обраний папським конклавом 28 жовтня 1958 року. Скликав Другий Ватиканський собор, за що його називають «соборовим папою»; за його скромність і близькість до народу його звуть il Papa buono («добрий папа»). 3 вересня 2000 року його беатифікував папа Іван Павло II. 27 квітня 2014 року папа Франциск проголосив його святим. День його пам'яті в Римо-католицькій церкві — 11 жовтня, день, коли 1962 року відкрили Другий Ватиканський собор. Євангельська лютеранська церква в Америці поминає його 3 червня, у день його упокоєння.

## Біографія
Анджело Джузеппе Ронкаллі (італ. Angelo Giuseppe Roncalli) народився у 1881 році на півночі Італії на краю Альп, у містечку Сотто-іль-Монте у провінції Бергамо. Виходець із багатодітної селянської родини (13 дітей), він зберіг до кінця життя зв'язок з ріднею, з братами, які так і залишилися селянами. Всупереч традиції, що склалася у Ватикані, коли кожен новообраний папа допомагав своїй рідні в кар'єрі, Іван XXIII не призначив нікому з членів своєї сім'ї жодного звання. У 1900 році Ронкаллі закінчив Бергамську духовну семінарію, у 1904 році — теологічне відділення Римської папської семінарії з захистом дисертації. Отримавши диплом богослова і прийнявши сан священника, Ронкаллі більше десяти років був секретарем єпископа Бергамо графа Радіні Тедескі (1904—1914), одночасно викладаючи історію церкви в Бергамській семінарії. Під час Першої світової війни його призвали до армії, де він служив спочатку санітаром фронтового шпиталю, потім військовим капеланом. 1921 року Ронкаллі призначили членом «Священної конгрегації пропаганди віри». Він займався реорганізацією місіонерської служби, вів курс патрології у Папському Григоріанському університеті.
У 1925 році Ронкаллі отримав сан єпископа і його призначили нунцієм на одну з найважчих ділянок — до Софії. Болгарський цар належав до православної церкви, його дружина, яка походила з Савойської династії, — до католицької. Щоб одруження відбулося за католицьким обрядом, діти від цього шлюбу мали виховуватися у католицькій вірі, що не влаштовувало болгарського царя. Часто виникали такі ситуації, з яких сам нунцій насилу знаходив вихід. І куріальній бюрократії не залишалося нічого іншого, як терпіти Ронкаллі на цій посаді. У 1935 році він прибув як нунцій в Анкару. Оскільки Ронкаллі представляв папський престол також і в Афінах, то йому доводилося діяти водночас у двох ворожих одне одному середовищах. Він так блискуче справлявся зі своїми обов'язками, що Монтіні, в ту пору помічник державного секретаря Ватикану, наполіг на передачі Ронкаллі нунціатури в Парижі (1944). То була нунціатура першорядної важливості. Попередника Ронкаллі на цій посаді Валері, що підтримував добрі стосунки з режимом Віші, після падіння цього режиму відкликали на вимогу де Голля. Більшість французьких єпископів, як і Валері, були колабораціоністами. Ронкаллі опинився перед майже нерозв'язними проблемами, але він швидко завоював довіру де Голля і, перебуваючи в Парижі, знайшов шлях до Москви.
Піднесений у 1953 році до рангу кардинала, Ронкаллі став патріархом Венеції.

## Понтифікат
Восени 1958 року конклав кардиналів обрав Ронкаллі папою. Вже вибране ним для себе ім'я — Іван ХХІІІ — стало викликом папській курії. Це ім'я антипапи (Бальтазара Косси), якого за скоєні ним злочини в 1415 році усунули церковним собором у Констанці. Бальтазара Коссу визнавали антипапою. Його особистість була настільки одіозною, що майже 550 років жоден римський понтифік не називав себе Іваном. Сам Ронкаллі пояснив, що це ім'я дороге йому: так звали його батька. Інтронізація нового папи 4 листопада 1958 року вразила світову громадськість, як тільки папа звернувся до світу словами Старого Завіту — «Я — Йосип, ваш брат».
Понтифікат Івана XXIII, що продовжився неповних 5 років, визначив новий курс ватиканської політики, яка відповідала новим реаліям і була покликана встановити діалог між різними країнами і конфесіями, а також покращити соціальне становище вірян у різних регіонах світу. Більшість дослідників називають політику папи Івана XXIII спрямовану на захист найбідніших жителів світу, прикладом утвердження принципів християнського соціалізму, що розвивалися у папських енцикліках.

## Вшанування пам'яті
- Пам'ятник Папі Римському Івану XXIII установлений у його рідному містечку Сотто-іль-Монте-Джованні-XXIII.
- На його честь назване його рідне місто Сотто-іль-Монте-Джованні-XXIII.

## Канонізація
27 квітня 2014 року канонізований за заслуги у відкритті Другого Ватиканського собору разом з іншим папою Іваном Павлом II. Канонізаційну месу відслужили папа Франциск і папа-емерит Бенедикт XVI.